# Dun Torrisdale
Der stark gestörte eisenzeitliche Broch Dun Torrisdale (auch Dun Thorasdal; Torrisdail oder Dun Thorsadal) liegt in Torrisdale nordöstlich von Tongue in Sutherland in Schottland.
Er besteht aus den Resten eines Brochs auf einem Lehmhügel von 15,0 m Durchmesser und einer maximalen Höhe von 3,0 Metern. 
Berichten zufolge wurden die Steine mehrerer unterirdischer Kammern ausgeraubt. Eine Steinlampe aus der nahen Sandgrube wurde 1955 dem Nationalmuseum in Edinburgh geschenkt.
In der Nähe liegt der Broch von Baile Mhargaite.